# Ramborg (abbedissa)
Ramborg, latinskt namn Radborgis, var en svensk nunna. Hon var abbedissa i Sko kloster i Uppland. 
Ramborg hade skänkt riksrådet Magnus Johansson (Ängel) en guldring med en infattad safir samt ett silverkärl, som han testamenterade till klostret vid sin död 1293. Ramborg vigdes till abbedissa av ärkebiskopen Nils Allesson i Uppsala domkyrka den 29 juli 1296. Som sådan nämns hon ännu år 1304. Under hennes tid som abbedissa färdigställdes och invigdes klosterkyrkan år 1300. Ramborg bedrev en aktiv godsägarverksamhet i klostrets tjänst.